# La Princesse voilée
Pour plus de détails, voir Fiche technique et Distribution.
La Princesse voilée (Lafayette, We Come) est un film américain réalisé par Léonce Perret, sorti en 1918.

## Fiche technique
- Titre original : Lafayette, We Come
- Titre français : La Princesse voilée
- Réalisation et scénario : Léonce Perret
- Photographie : Alfred Ortlieb (en)
- Pays de production : États-Unis
- Format : Noir et blanc - 1,33:1 - Film muet
- Genre : guerre
- Durée : 60 minutes
- Date de sortie : 1918

## Distribution
- E. K. Lincoln : Leroy Trenchard
- Dolores Cassinelli : Thérèse Verneuil
- Emmett King : Mr Trenchard
- Ethel Winthrop : Mme Trenchard
- Ernest Maupain : le marquis
- Valentine Petit : la marquise
- Marcel Duchamp : l'homme blessé